# Халтурин, Виталий Иванович
Виталий Иванович Халтурин (15 августа 1927, Ленинград — 17 апреля 2007, Стэнфорд, Калифорния) — советский и американский геофизик, сейсмолог.

## Биография
Родился в Ленинграде в семье писателя Ивана Игнатьевича Халтурина и педагога Лии Пейсаховны Пекуровской (1895—1972), уроженки Мозыря Минской губернии, выпускницы Педагогического института имени А. И. Герцена, секретаря редакции журнала «Коммунистка». Брат по матери — доктор филологических наук Лев Владимирович Малаховский. В 1928 году отец переехал в Москву (в 1935 году родители оформили развод) и он воспитывался матерью, которая работала преподавателем Пединститута имени А. И. Герцена, заведующей кабинетом внешкольной работы ГорОНО, старшим редактором Детгиза и старшим научным редактором издательства Академии Наук СССР (1946—1952). В начале Великой Отечественной войны эвакуировался из Ленинграда (мать была оставлена в блокадном городе, участвовала в рытье окопов, руководила эвакуацией школ и детских садов, а также сбором тёплой одежды для красноармейцев). Среднюю школу окончил в Москве.
После окончания физического факультета Ленинградского государственного университета в 1951 году был с женой, также сейсмологом Татьяной Глебовной Раутиан (род. 1926), направлен на работу в Геофизический институт Академии наук СССР (ГЕОФИАН), позднее реорганизованный в Институт Физики Земли (ИФЗ). С 1951 по 1956 год был заведующим сейсмической станцией «Гарм», с 1957 года по 1992 год — научным сотрудником в Комплексной сейсмологической экспедиции (КСЭ) ИФЗ АН СССР в Гарме (Таджикская ССР) и Талгаре (Казахская ССР). В 1993 году эмигрировал в США, и с 1994 года до ухода на пенсию в 2005 году работал в Ламонтской геофизической обсерватории отделения сейсмологии, геологии и тектонофизики Колумбийского университета.
Кандидатскую диссертацию по теме «Амплитуды и периоды сейсмических волн от землетрясений» защитил в 1966 году. Был членом Сейсмологического общества Америки (SSA) с 1975 года, Американского Геофизического Союза (AGU) c 1993 года, представителем GeoHazards International по Средней Азии с 1996 года. Опубликовал около 150 научных работ.
Занимался изучением времён пробега и частотно-зависимых характеристик основных региональных и телесейсмических фаз, разработал методы определения магнитуды от измерений, сделанных по амплитуде сейсмической коды, методы получения спектров различных типов сейсмических источников по коде. Диссертация на соискание учёной степени кандидата физико-математических наук была посвящена изучению амплитуд и периодов региональных волн. Вместе с сотрудниками обнаружил, что спектральное отношение региональных P- и S-волн при частотах 5 Герц и выше может служить эффективным признаком различения землетрясений и взрывов. Разработал методы микрорайонирования для сильных движений почвы, используя изучение коды волн от слабых землетрясений. В США занимался систематическим исследованием региональных и телесейсмических сигналов от всех 340 подземных ядерных взрывов, произведённых на Семипалатинском полигоне, и показал, что взрывы объявленной мощности более чем две тонны производили хорошо регистрируемые сейсмические сигналы. В последние годы много времени уделял организации международных конференций, посвященных защите населения от разрушительных последствий землетрясений.
В 1999—2004 годах вместе с женой издавал домашний альманах «Семейная мозаика», в котором публиковались воспоминания, путевые заметки и документы семейной истории. Один из номеров альманаха (№ 3 за 2003 год) был посвящён Льву Малаховскому. Для этого номера Халтурин написал воспоминания «Мой брат Лёва». Другой номер (№ 4 за 2003 год), автором и составителем которого был Виталий Халтурин, посвящён его отцу — И. И. Халтурину.
В 2021 году вышла в свет книга мемуаров Виталия Халтурина «Рассказы дедушки Талика».

## Труды
Коллективные монографии
- Нерсесов И. Л., Раутиан Т. Г., Халтурин В. И., Антонова Л. В., Аптикаев Ф. Ф., Курочкина Р. И. Основные экспериментальные закономерности динамики сейсмических волн / ИФЗ АН СССР. — М.: Наука. 1968. — 173 с.
- Аксенович Г. И., Аптикаев Ф. Ф., Нерсесов И. Л., Николаев А. В., Павлов В. Д., Старченко Г. Г., Халтурин В. И. Инструкция по аппаратуре и методике наблюдений на сейсмических станциях Комплексной сейсмологической экспедиции / ИФЗ АН СССР. Комплексная сейсмол. экспедиция. — Талгар, 1971. — 126 с.
- Антонова Л. В., Аптикаев Ф. Ф., Курочкина Р. И., Нерсесов И. Л., Николаев А. В., Рузайкин А. И., Седова Е. Н., Ситников А. В., Трегуб Ф. С., Федорская Л. Д., Халтурин В. И. Экспериментальные сейсмические исследования недр Земли. — М.: Наука, 1978. — 158 с[14].
- Раутиан Т. Г., Халтурин В. И., Закиров М. С., Земцова А. Г., Проскурин А. П, Пустовитенко А. Н., Пустовитенко Б. Г., Синельникова Л. Г., Филина А. Г, Шенгелия И. С. Экспериментальные исследования сейсмической коды. — М.: Наука, 1981. — 142 с.
- Гармский геофизический полигон / ИФЗ АН СССР. Комплексная сейсмол. экспедиция. — М.—Гарм, 1990. — 240 с[15].
- Автоматизированная обработка данных на Гармском полигоне / ИФЗ АН СССР. Комплексная сейсмол. экспедиция. — М.—Гарм: Наука, 1991. — 215 с[16].
- Dwelley L., Khalturin V. I., Tucker B., et al. Lessons for Central Asia from Armenia and Sakhalin. Strategies for Urban Earthquake Risk Management for the Central Asian Republics / Двелли Л., Такер Б., Халтурин В. И. и др. Землетрясение неизбежно... Но неизбежны ли его последствия? Что надо сделать, чтобы катастрофы Ленинакана и Нефтегорска не повторились в столицах стран Центральной Азии. — Stanford: GeoHarard International, 1997. — 20 p. [in English & in Russian; на рус. и англ. яз.]

Избранные научные публикации
- Запольский К. К., Халтурин В. И. Глава 5. Частота сейсмических колебаний. // Методы детального изучения сейсмичности. — М.: Акад. наук СССР, 1960. — С. 115—161. — (Труды ИФЗ АН СССР; № 9 (176)).
- Кейлис-Борок В. И., Малиновская Л. Н., Павлова Г. И., Халтурин В. И. Глава 6. Очаги землетрясений. — Там же. — С.162—191.
- Раутиан Т. Г., Халтурин В. И. Спектральные свойства коды местных землетрясений как инструмент изучения очагового излучения // Доклады Академии Наук СССР. —  1976. — Т. 226. — (№ 3). — С. 566—569.
- Khalturin V. I., Rautian T. G. The use of the coda for determination of the earthquake source spectrum (недоступная ссылка) // Bulletin of the Seismological Society of America. — 1978. — Vol. 68 (№4). — P.923—948.
- Khalturin V. I., Martynov V. G., Molnar P., Rautian T. G. Preliminary Analysis of the Spectral Content of P and S-Waves from Local Earthquakes in the Garm, Tadjikista Region (недоступная ссылка) // Bulletin of the Seismological Society of America. – 1978. – Vol. 68 (№4). — P.949—971.
- Khalturin V. I, Rautian T. G, Richards P. G. Evaluation of Chemical Explosions and Methods of Discrimination for Practical Seismic Monitoring of a CTBT. Lamont-Doherty Earth Observatory of Columbia University, 1997. — 52 p.
- Khalturin V. I., Rautian T. G, Richards P. G. The seismic signal strength of chemical explosions // Bulletin of the Seismological Society of America. — 1998. — Vol.88 (№6). — P.1511—1524.
- Seismic Hazard and Building Vulnerability in Post-Soviet Central Asian Republics. Edited by S. A. King, Vitaly I. Khalturin, B. E. Tucker. Nato Science Partnership Subseries: 2 (Book 52). Springer, 1999. — 256 p.
- Khalturin V. I., Morozov I. V., Morozova E. A., Richards P. G, Smithson S. B, Solidilov L. N. 3D first-arrival regional calibration model of Northern Eurasia // Bulletin of the Seismological Society of America. — 2005. — Vol. 95 (№ 3). — P. 951—964 (doi: 10.1785/0120030173).
- Халтурин В. И. Землетрясения, сейсмология и общество // Труды Международной научной конференции «Современные аспекты развития сейсмостойкого строительства и сейсмологии», 27—29 сентября 2005 г., Душанбе, Таджикистан. — С.13—22.
- Rautian T. G., Khalturin V. I., Fujita K., Mackey K. G., Nichols M. L. Origins and methodology of the Russian energy K-class system // Seismological Research Letters. — 2007. — Volume 78. — No. 6 (November/ December). — P. 579—590.
- Халтурин В.И. Каталоги взрывов рассказывают о социальных традициях и о ядерных генералах / [под ред. и с предисл.Т. Г.Раутиан] // Bourabai Reseach : частное Боровское исследовательское учреждение по внедрению новых технологий. — Бурабай. — 2008.

Воспоминания, очерки
- Виталий Халтурин. «Рассказы дедушки Талика». Сборник воспоминаний, писем и документов. Редактор-составитель Мая Халтурина. Москва, «Издательские решения», 2021.
- Виталий Халтурин. Мой брат Лёва // Сайт Татьяны Раутиан
- Виталий Халтурин. Детство в эпоху войн // Сайт Татьяны Раутиан
- Виталий Халтурин. Записка. О неизвестном автографе Марины Цветаевой, найденном в семейном архиве // Сайт Татьяны Раутиан
- Виталий Халтурин. Открытие Америки // Сайт Татьяны Раутиан
- Виталий Халтурин. О моем отце. К 100-летию И. И. Халтурина // Сайт Татьяны Раутиан